# Jacana bronzé
Metopidius indicus
Genre
Espèce
Répartition géographique
Statut de conservation UICN

 LC  : Préoccupation mineure
Le Jacana bronzé ou Jacana indien (Metopidius indicus) est une espèce d'oiseaux limicole de la famille des Jacanidae.

## Répartition
On trouve cet oiseau en Inde et en Asie du Sud-Est.

## Habitat
Le Jacana bronzé ou indien vit dans les terrains marécageux aux grandes surfaces d'eau et dans les lacs couverts de lotus.

## Description

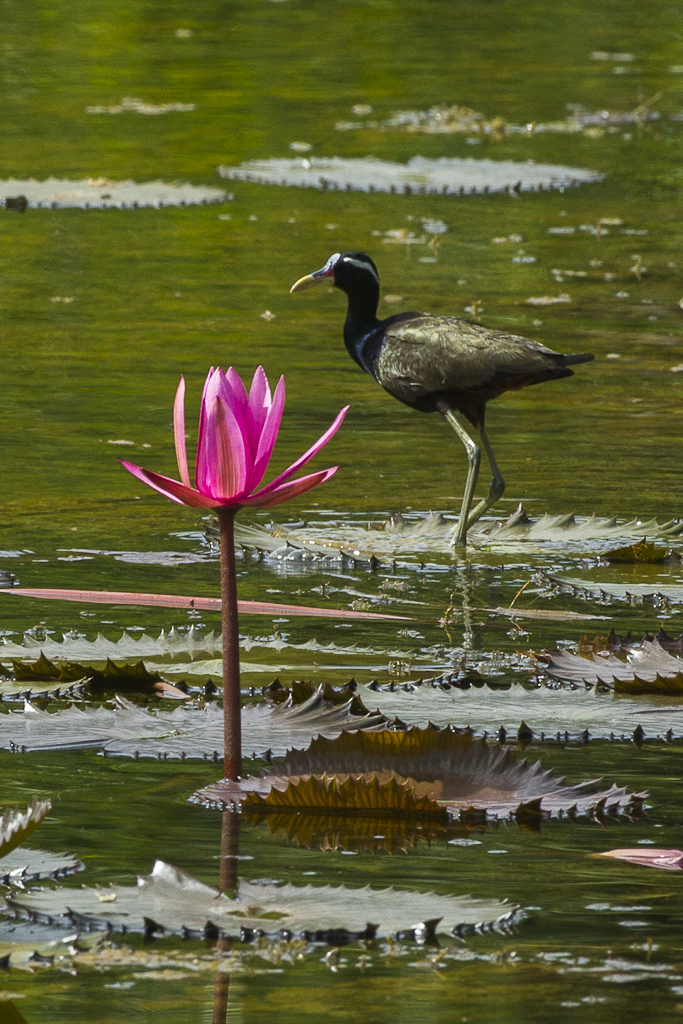
Jacana indien, feuilles flottantes de nénuphars et fleur de lotus dans le parc national de Kaeng Krachan, Thaïlande

Le jacana indien ou bronzé est majoritairement noir et il possède un large sourcil blanc au-dessus de l'œil. Ses ailes sont brun foncé et son croupion et sa queue sont rouges. Ses longues pattes sont grises, ses orteils également. Ses longs doigts lui permettent de marcher sur les larges feuilles flottantes des plantes aquatiques.
Mâle et femelle ont même plumage.
Comme tous les jacanas, le mâle (environ 27 cm de longueur pour une masse de 155 g) est plus petit que la femelle (environ 31 cm de longueur pour une masse de 210 g). Le bec jaune du mâle mesure 36 mm de sa pointe jusqu'en haut de la plaque cornée de couleur rouge  sur le front ; celui de la femelle atteint 46 mm.
Les jeunes jacanas bronzés sont brun sur le dessus tandis que l'abdomen est blanc beige, la gorge est jaune clair et le sourcil est beige lui aussi.
Cet oiseau se trouve généralement sur l'eau et se déplace en petite bande ; mais il nage bien et est aussi capable de plonger. Son vol est lourd et il n'aime pas parcourir de longues distances dans les airs.

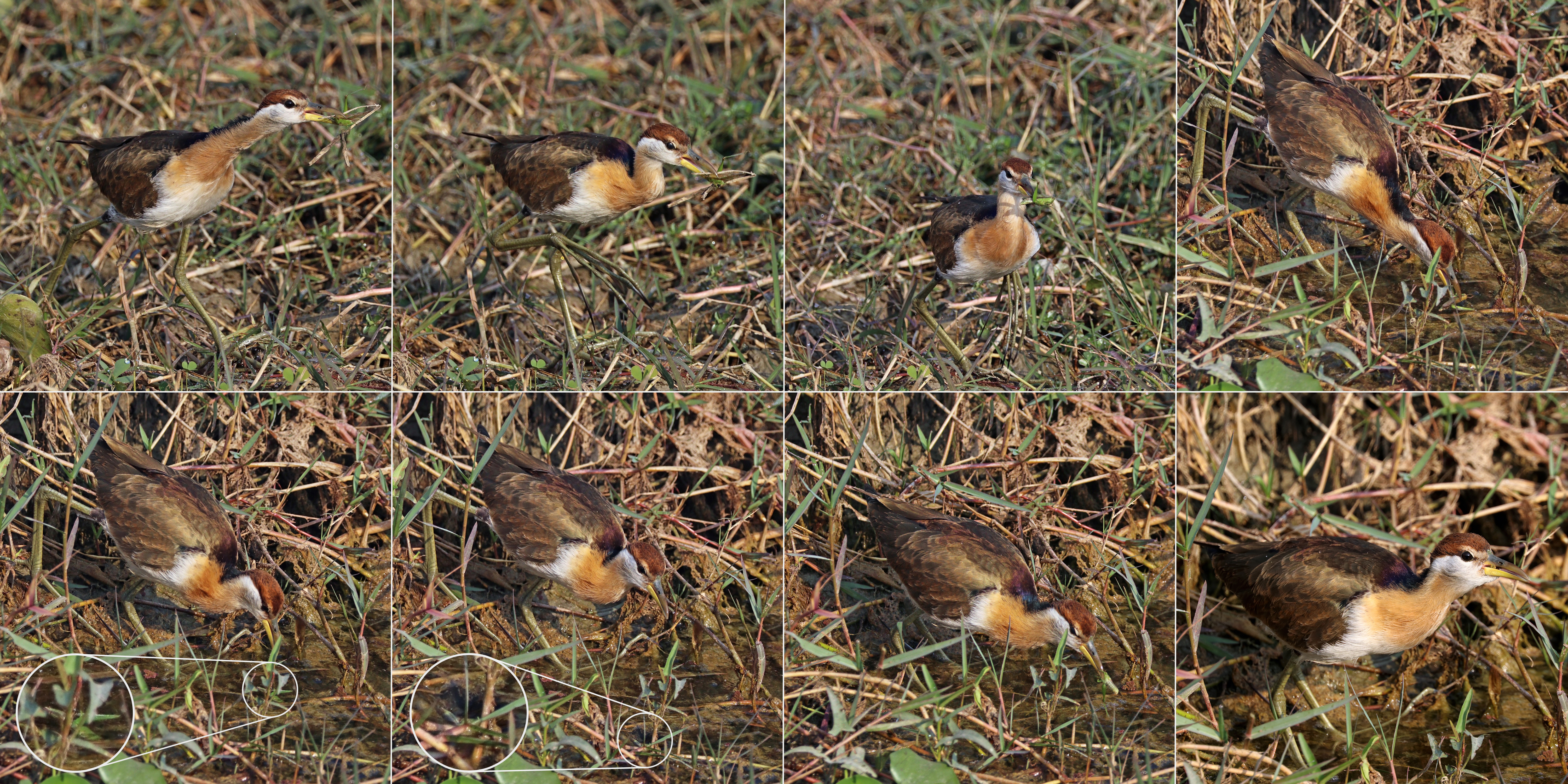
Le Jacana bronzé comme quelques autres espèces d'oiseaux (dont nés en captivité ou nourris par l'homme) trempent leur nourriture pour des raisons encore mal comprises. Des adultes font de même avec des proies qu'ils donnent à leurs petits.

## Alimentation
Cet oiseau mange des petits invertébrés et aussi des graines et de la verdure.

## Reproduction
La femelle rend souvent visite à plusieurs mâles, pour être fécondée.
Chaque mâle construit sur les plantes aquatiques un nid flottant avec des morceaux de tiges et de feuilles.
La femelle pond trois-quatre œufs jaune-brun portant des lignes noires.
L'œuf mesure 36 x 25 mm pour une masse d'environ 48 g.
Le mâle couve seul pendant 23 jours la couvée puis il prend soin aussi tout seul des oisillons.